# رقص انزلی
رقص انزلی (به ترکی آذربایجانی: Ənzəli) (به انگلیسی: Anzali) از جمله رقص‌های فولکلوریک قدیمی اهالی آذربایجان است.
انزلی ملودی رقصی است که تقریبا در سالهای1880 تا 1890 در باکو آفریده شده است. نحوه اجرای آن آرام و بدلیل خصوصیت اجرای ملودی، بیشتر برای افراد مسن مناسب است. "انزلی" رقصی سنتی است. در ابتدای عروسی اجرا می‌شود. رقص "انزلی" را در اصل افراد مسن اجرا می‌کنند ولی جوانها هم می‌توانند آنرا اجرا نمایند. 

## منبع
- آذربایجان و رقص‌های دنیا[پیوند مرده]
- ویکی‌پدیای انگلیسی